# Brokers Tip
Brokers Tip, född 16 mars 1930 i Kentucky, död 14 juli 1953, var ett engelskt fullblod som tog tävlingskarriärens enda seger i 1933 års upplaga av Kentucky Derby.

## Bakgrund
Brokers Tip var en brun hingst efter Black Toney och under Forteresse (efter Sardanapale). Han föddes upp av Idle Hour Stock Farm och ägdes av Edward R. Bradley. Han tränades under tävlingskarriären av Herbert J. Thompson.
Brokers Tip sprang in totalt 49 600 dollar på 14 starter, varav 1 seger, 2 andraplatser och 1 tredjeplats. Han tog karriärens största (och enda) seger i Kentucky Derby (1933).

## Karriär
I Kentucky Derby var Brokers Tip och Head Play de två första hästarna i mål. Head Play tog ledningen tidigt i löpet men Brokers Tip fick en lucka på insidan och lyckades komma upp jämsides. Då hästarna stred sida vid sida över upploppet, piskade deras jockeys varandra med sina ridspön, något som blev känt som "fighting finish." Måldomarna meddelade att Brokers Tip segrade med en nos, vilket kom att bli hans enda seger i tävlingskarriären.

### Som avelshingst
Brokers Tip stallades upp som avelshingst på ett stuteri i Kalifornien i december 1941. Hans status som avelshingst ökade avsevärt efter avkomman Market Wises framgångar.

### Död
Brokers Tip donerades till UC Davis 1950 av dåvarande ägaren Ralph Taylor för veterinära ändamål. Han avlivades den 14 juli 1953 på grund av åldersproblem, 23 år gammal. Hans skelett bevarades för framtida studier vid University of California.